# Finn Salomonsen
Finn Salomonsen (31 de gener de 1909 - 23 d'abril de 1983) va ser un ornitòleg danès. És conegut sobretot pel seu treball sobre els ocells de Groenlàndia.
El seu interès per Groenlàndia va començar als 16 anys quan va fer un viatge amb Lehn Schioler al districte d'Upernavik. Es va llicenciar en zoologia l'any 1932 i es va incorporar com a assistent de zoologia a les reserves naturals daneses. Va treballar àmpliament en la migració dels ocells i els patrons de muda. Durant la Segona Guerra Mundial, va fugir a Suècia amb la seva família per escapar de la persecució per d'ascendència jueva.
El treball de Salomonsen inclou la publicació científica i l'autoria o co-autoria en 19 llibres. A part de la recerca a la regió de Groenlàndia i l'Àrtida, va fer expedicions a les Filipines (1951–1952) i a l'arxipèlag de Bismarck, Nova Guinea (Expedició Noona Dan, 1962). Va ser editor del Dansk Ornithologisk Forenings Tidsskrift de 1942 a 1961.
Finn Salomonsen va ser pare de la cantant de rock danesa Sanne Salomonsen (nascuda el 1955).

## Obres
- "L'any àrtic", G.P. Putnam's Sons, Nova York, Copyright 1958. (Peter Freuchen i Finn Salomonsen)